# اللغة البلوشية
اللغة البلوشية هي لغة من اللغات الإيرانية الغربية التي يتحدث بها الشعب البلوشي في إيران، باكستان، أفغانستان، تركمانستان، سلطنة عُمان، دولة الإمارات العربية المتحدة، وغيرها من البلدان التي يتوزع بها الشتات البلوشي.
تنقسم اللغة البلوشية إلى ثلاث لهجات أساسية وهي اللهجة الشرقية، الغربية واللهجة الجنوبية.

## أهمية وميزات اللغة البَلوُشية
1. يتحدث 7.6 مليون نسمة.
2. يتحدث بها في منطقة واسعة تغطي الجنوب الشرقي من إيران، والجنوب الغربي من باكستان، والجنوب الشرقي من أفغانستان، في منطقة تعرف باسم "بلوشستان"، مع وجود جيوب متناثرة في تركمانستان، ودول الخليج العربية، وشرق أفريقيا، ومختلف مناطق الشتات البلوشي حول العالم. وبالتالي، فهي تربط الشرق الأوسط مع آسيا الوسطى وجنوب آسيا.
3. لديها تطور تاريخي مثير للاهتمام، حيث حافظت على صلاتها اللغوية الوثيقة مع لغات العالم القديم، مثل الفارسية القديمة، والسنسكريتية، والأفستائية، والبارثية.
4. تحتفي باللهجات وهي غنية بها، ولكن كل اللهجات يمكن فهمها بشكل جيد لدى جميع المتحدثين باللغة.
5. تزخر بأدب شفاهي وفولكلور غني للغاية، وأكثر هذا الأدب لم تتم ترجمته حتى الآن.
6. من السهل نسبياً تعلم اللغة البلوشية لدى الناطقين باللغة الإنجليزية، فهي لغة بسيطة نسبياً لفهمها نحوياً. فلا يوجد تذكير وتأنيث في الأفعال، لا يوجد بها ال التعريف، وتصريف جميع الأفعال يجري بنفس النسق في صيغة الماضي.
7. اللغة البلوشية جزء من الفرع اللغوي الهندية الإيرانية من عائلة اللغات الهندية الأوروبية. ولذلك، تعلم بعض من اللغة البلوشية سيساعد بالتأكيد على تعلم الفارسية والكردية واللغات الإيرانية الأخرى، والأردية والهندية.